# Siddington (Gloucestershire)
Pour les articles homonymes, voir Siddington.
Siddington est une paroisse civile et un village du Gloucestershire, en Angleterre.